# Fabryka Fortepianów w Brzegu nad Odrą

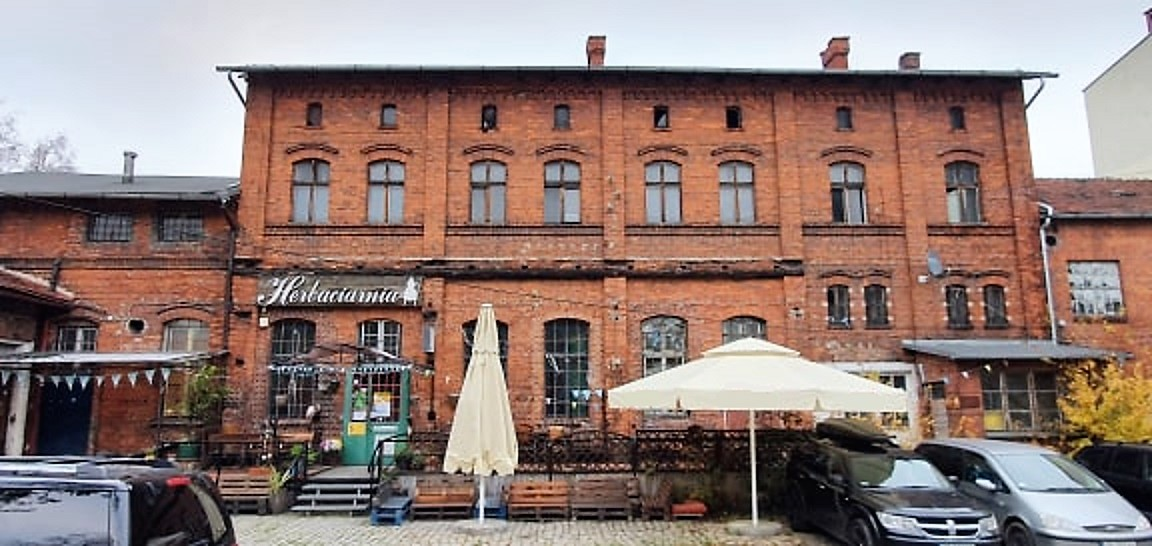
HERBACIARNIA niezależny ośrodek kultury mieszczący się w dawnym budynku fabryki

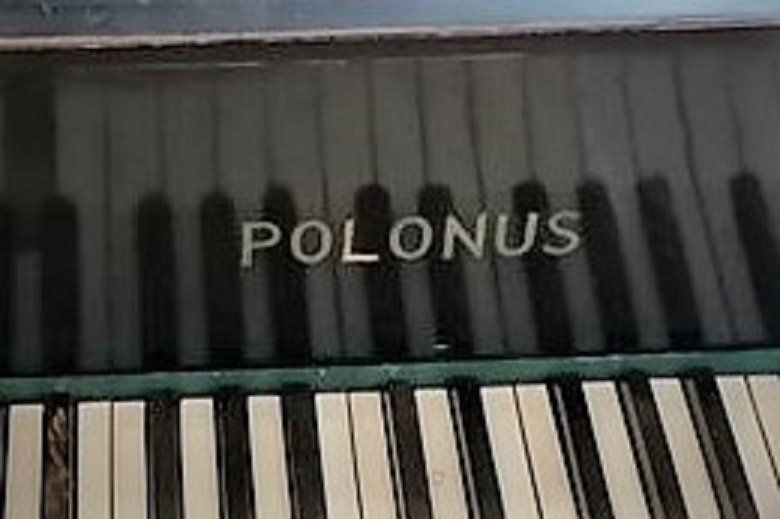
Napis na nakrywie klawiatury fortepianu

Fabryka Fortepianów w Brzegu nad Odrą – fabryka fortepianów w Brzegu nad Odrą działająca w latach 1945–1949.

## Rok 1945
W Brzegu od 1870 do 1945 r. funkcjonowała niemiecka Fabryka Fortepianów „Anton Schütz & Co”, zatrudniająca kilkudziesięciu pracowników.  Wytwarzano tam fortepiany i pianina, przedsiębiorstwo dysponowało też sporym warsztatem naprawczym.
Fabryka mieściła się w budynkach przy ul. Daszyńskiego 27 (obecnie Jana Pawła II 20), oraz przy ulicy Trzech Kotwic 6.
Armia Czerwona zdobyła Brzeg 6 lutego 1945, a później miasto zostało przekazane polskiej administracji.
1 lipca 1945 r. zarejestrowane zostało przedsiębiorstwo pod nazwą „Fabryka Fortepianów pod Zarządem Państwowym w Brzegu n/Odrą”, a jej dyrektorem został Adam Noworyta.

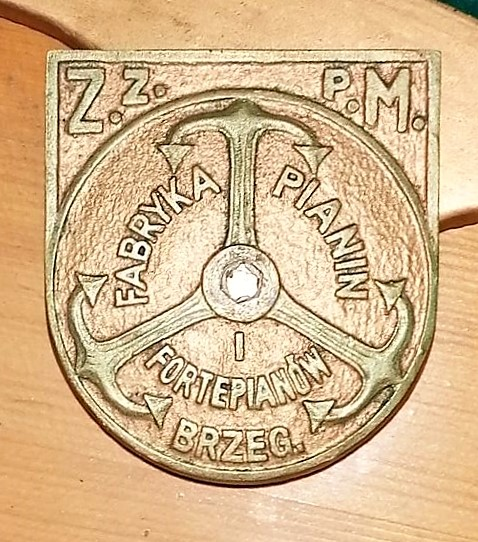
Znak firmowy Fabryki Pianin i Fortepianów w Brzegu

Bilans otwarcia z dnia 5 lipca 1945 r. zawierał:
- budynek frontowy,
- budynek fabryczny,
- dwa baraki drewniane,
- place,
- maszyny i urządzenia, półfabrykaty, wyroby gotowe i surowce.

Jako wyroby gotowe wymieniono 2 fortepiany, 8 pianin i 12 klawiatur
Fabryka właściwie była kompletna, tylko jeden budynek był uszkodzony, ale nie było fachowców. Przypadkowych ludzi chętnych do pracy było sporo, ale nie było pewności zapłaty. Na początek firma otrzymała niewielką, nieoprocentowaną pożyczkę z kasy Starostwa w Brzegu, a prywatnej pożyczki udzielił Adam Noworyta. Część pomieszczeń zaadaptowano na cele mieszkalne, uruchomiono stołówkę i pokoje gościnne.
W końcu 1945 roku w fabryce pracowało kilku fachowców zajmujących się remontami i wykańczaniem przedwojennych instrumentów. Rok zamknął się stratą finansową w wysokości 109 433,40 zł, jednak sprzedano dwa instrumenty i wykonano kilka napraw zleconych z zewnątrz.
Wykaz wierzycieli na dzień 31 grudnia 1945 r.
| Wierzyciele na dzień 31 grudnia 1945 | Wierzyciele na dzień 31 grudnia 1945 |
| ------------------------------------ | ------------------------------------ |
| Skarb Państwa                        | 157 676,70                           |
| Starostwo Powiatowe                  | 8 000,00                             |
| Adam Noworyta                        | 100 143,40                           |

## Lata 1946–48
W latach 1946–1947 trwała intensywna praca przy remontach pianin i fortepianów. Uruchomiono większość maszyn i urządzeń fabrycznych. Wyposażono pokoje gościnne i stołówkę dla pracowników.
W budynku fabryki utworzono szkołę muzyczną, której dyrektorem został od 1 listopada 1946 r. Adam Noworyta
W lipcu 1947 powołano Zjednoczone Zakłady Przemysłu Muzycznego, na rzecz którego zostały przekazane fabryki produkujące instrumenty muzyczne razem z Fabryką Fortepianów w Brzegu nad Odrą. Wówczas fabryka przestała być „pod zarządem państwowym”, a stała się „państwowa”.
W tamtym czasie żadna polska fabryka nie uruchomiła seryjnej produkcji nowych instrumentów. Przychód zapewniała sprzedaż wyrobów gotowych, remonty instrumentów obcych i wyprzedaż zapasów poniemieckich.
Rok 1947 zakończył się zyskiem brutto 789 940,12 złotych.
Przy dużym zaangażowaniu pracowników i władz produkcja w fabryce nabierała rozpędu i nic nie wskazywało na to, że niedługo zostanie zlikwidowana.
Rok 1948 był wyjątkowy, dlatego że we Wrocławiu zaczęto organizować Wystawę Ziem Odzyskanych. Na tej ogromnej wystawie zorganizowano też stoisko Zjednoczonych Zakładów Przemysłu Muzycznego, a tam w centralnym miejscu stoiska zaprezentowano nowe instrumenty „Polonus” z Brzegu. O tych instrumentach napisano też w „Dzienniku Łódzkim” z 1948 r.
Wystawa we Wrocławiu trwała od 21 lipca do 31 października 1948, odwiedziło ją 1,5 miliona osób i stała się wielkim sukcesem propagandowym.
W wykazie produkcji w 1948 ujęto 3 nowe fortepiany i 3 nowe pianina. Numeracja ich wskazuje, że pierwszym instrumentem było pianino „Polonus”, później dwa fortepiany. Prawdopodobnie to one pojechały na wystawę do Wrocławia. Do końca roku nie ukończono tylko pianina numer 0005. W całym 1948 roku sprzedano 124 zrekonstruowane pianina, dwa zrekonstruowane fortepiany i trzy instrumenty „Polonus”.
Zatrudnienie w 1948 r. wzrosło do 42 osób, a zysk netto wyniósł 36 872,43 zł.
W drugiej połowie 1948 roku, ZZPM w Warszawie podjęło decyzję o uruchomieniu produkcji pianin tylko w dwóch fabrykach: w Legnicy i w Kaliszu. Fabrykę z Brzegu postanowiono zlikwidować, a maszyny, narzędzia, materiały, półfabrykaty i wyroby gotowe nakazano przekazać do Legnickiej Fabryki Pianin i Fortepianów.

## Zakończenie produkcji
Od stycznia 1949 do maja trwała „przeprowadzka”. Najpierw wyroby gotowe i nowe pianina i fortepiany „Polonus”, później maszyny i materiały produkcyjne. Jeszcze na początku 1949 w Brzegu wykańczano remontowane instrumenty. Do maja sprzedano 2 fortepiany i 65 pianin.
W styczniu 1949 roku Polska Kronika Filmowa 3/49 chwaliła się „Polonusem” jako wyrobem z Legnickiej Fabryki Fortepianów i Pianin
Przekazanie budynków fabrycznych miastu nastąpiło w dniu 4 maja 1949 roku, a całkowitego rozliczenia finansów dyrektor Adam Noworyta dokonał z datą 19 lipca 1949 roku.
Formalne przejęcie fabryki na własność państwa zostało ogłoszone dopiero 8 czerwca 1949 r. w „Monitorze Polskim”